# Vilis Plūdons
Vilis Plūdonis (také Vilis Plūdonis, 9. března 1874 – 14. ledna 1940 Riga) byl lotyšský učitel a básník, byl jedním z předních představitelů lotyšského romantismu. Je autorem alegorických básní „Dva světy“, „Syn vdovy“ a „Na slunné vzdálenosti“.

## Životopis
Narodil se jako Vilis Lejnieks 9. března 1874. Jeho babička byla odbornicí na lidové písně, pohádky a příběhy. Plūdons byl velmi nadané dítě, které bylo ovlivněno okolím svého rodného kraje, nádhernými lesy poblíž Memele. Velmi brzo se naučil číst a během předškolních let společně s bratry v domě svých rodičů organizoval malá divadelní představení, publikoval časopis se svými básněmi a skládal „hrdinské eposy“, které zpíval před dospělými za použití vlastních melodiií.
Od roku 1898 pracoval Vilis Lejnieks jako učitel na základní škole v Rize, na gymnáziu N. Draudziņa a dalších školách v Rize a publikoval svá hlavní díla – „Syn vdovy“ (1901) a „První dětské vzpomínky malého Andulise“ (1901). Kromě toho sepisoval školní učebnice a zúčastnil se Kongresu učitelů v roce 1905. V roce 1903 se oženil s učitelkou Otilijou Kuchovou, se kterou se ovšem již v roce 1904 rozvedl, ona se poté vdala za Elfrida Melbarda, se kterým měla sedm dětí. Pod vlivem revoluce z roku 1905 napsal báseň „Na slunné vzdálenosti“ (Uz saulaino tāli). V roce 1908 byl vydán jeho překlad Nietzscheho mistrovského díla „Tak pravil Zarathustra“ do lotyštiny, zároveň vycházely i jeho mystické básně „Baigi“ (1903) a „Duchové“ (Rēgi) (1908). Jeho historická balada „Salgale Mada loms“, kterou složil v roce 1913, byla sepsána pod vlivem starověkých zemgalských bitev popsaných již v Jindřichově kronice.
Zemřel 15. ledna 1940 v Rize, pohřben byl na hřbitově „Lejenieki“.